# Арсеньева, Надежда Васильевна
Надежда Васильевна Арсеньева, урожденная Камынина (Комынина); ок. 1805—1855) — русская писательница, поэтесса и переводчица

; мать адмирала Д. С. Арсеньева и сенатора Н. С. Арсеньева; внучка В. А. Лёвшина.

## Биография
Родилась около 1805 года в дворянcкой семье; отец — масон Василий Дмитриевич Камынин (? — не ранее 1841). Была замужем за Сергеем Николаевичем Арсеньевым (1801—1860); в этом браке родились пятеро сыновей и дочь: Дмитрий, Василий, Николай, Евгения, Александр и Лев.
Широкому кругу читателей её имя стало известно после того, как она поместила несколько своих стихотворений в литературном сборнике «Раут» (книги 1 и 2. — Москва, 1851—1852 гг.). В фонде Василия Сергеевича Арсеньева сохранились автографы её стихотворений, перевод сочинения Иоанна Бениана «Страннический путь из мира в блаженную вечность».
Во время Севастопольской кампании в ходе Крымской войны 1853—1856 гг. Надежда Васильевна Арсеньева сочиняла патриотические стихотворения. Из них одно — «Стыдись, о сын неблагодарный, / Отчизну-матерь укорять», было написано в адрес Алексея Степановича Хомякова и представляло собой полемический ответ на стихотворение Хомякова «России»; однако издано оно было после смерти автора и того, кому было адресовано (Русский архив. — 1888. — Кн. 2).
В 1844 году в Санкт-Петербурге было издано, переведённое (и в прозе и в стихах) Арсеньевой с английского языка сочинение, под заглавием: «Поучительные слова для детей, с прибавлением приличных стихотворений», которое включало в себя избранные цитаты из Библии. Её произведение «Путешествие пилигрима» не было издано при жизни автора и со временем было утрачено.
Умерла 5(17) ноября 1855 года в Москве.